# Darevskia brauneri
Darevskia brauneri är en ödleart som beskrevs av Mehelÿ 1909. Darevskia brauneri ingår i släktet Darevskia och familjen lacertider. IUCN kategoriserar arten globalt som livskraftig. Inga underarter finns listade i Catalogue of Life.
Arten förekommer i Kaukasus och i angränsande bergstrakter i Ryssland och Georgien. Honor lägger ägg.